# Янувек (Ґарволінський повіт)
Янувек (пол. Janówek) — село в Польщі, у гміні Желехув Ґарволінського повіту Мазовецького воєводства.
Населення — 131 особа (2011).
У 1975-1998 роках село належало до Седлецького воєводства.

## Демографія
Демографічна структура станом на 31 березня 2011 року:
|          | Загалом | Допрацездатний вік | Працездатний вік | Постпрацездатний вік |
| -------- | ------- | ------------------ | ---------------- | -------------------- |
| Чоловіки | 59      | 18                 | 36               | 5                    |
| Жінки    | 72      | 25                 | 31               | 16                   |
| Разом    | 131     | 43                 | 67               | 21                   |